# آب (فلم)
آب (الإنجليزية: APP، ت.ح. 'تطبيق') ويعرف أيضا ب(أندرويد) هو فيلم ألماني إنتاج 2013 من بطولة هانا هوكسترا وإخراج بوبي بويرمانز والمنتج روبرت جانسن، وتم تسويقه في 4 أبريل 2013.

## خلفية الفيلم
يتمحور الفيلم ضمن تصنيف أفلام الخيال العلمي، ويتحدث هذا الفيلم عن طالبة جامعية تستعمل هاتف يعمل بنظام تشغيل أندرويد، وفي أحد الأيام في منزلها يقترح عليها المشغل تحميل تطبيق يدعى APP، فقامت بتحميله لتصادف أنه تطبيق ذكي متكلم ويساعدها في أعمال الكلية والعمل، وبعد فترة بدأ التطبيق ينهك خصوصية الطالبة بالتحكم بكاميرا الهاتف دون علمها، وبعدها بدأ يتحكم في هواتف زملائها لنشر لهم مقاطع الفيديو التي تنتهك الخصوصة كوضعيتها أثناء الاستحمام، فحاولت إلغاء تثبيت التطبيق لتكتشف أنه غير قابل لذلك، وكررت محاولة التخلص من الهاتف، لكنها تصادفه أينما ذهبت.